# ایلین فولتون
ایلین فولتون (انگلیسی: Eileen Fulton؛ ۱۳ سپتامبر ۱۹۳۳ – ۱۴ ژوئیهٔ ۲۰۲۵) با نام اصلی مارگارت الیزابت مک‌لارتی (به انگلیسی: Margaret Elizabeth McLarty) هنرپیشه اهل ایالات متحده آمریکا است. وی از سال ۱۹۶۰ تا ۲۰۱۹ میلادی مشغول فعالیت بود.